# Xanthorhoe decrepitata
Xanthorhoe decrepitata är en fjärilsart som beskrevs av Zetterstedt 1839. Xanthorhoe decrepitata ingår i släktet Xanthorhoe och familjen mätare. Inga underarter finns listade i Catalogue of Life.